# Bindersbach
Bindersbach ist ein Stadtteil und insgesamt einer von vier Ortsbezirken der Stadt Annweiler am Trifels im rheinland-pfälzischen Landkreis Südliche Weinstraße. Bis 1956 war Bindersbach eine eigenständige Gemeinde.

## Geographische Lage
Der Ort liegt etwa 2 km südöstlich der Kernstadt mitten im Wasgau, wie der Südteil des Pfälzerwalds auch genannt wird, in einem südlichen Seitental der Queich, dem sogenannten Bindersbacher Tal. Der namensgebende Bindersbach entspringt am nördlichen Ortsrand und mündet nach 2,5 km innerhalb von Annweiler von rechts in die Queich. Südwestlich erstreckt sich der 576,8 m hohe Rehberg, der sich größtenteils auf Gemarkung der Ortsgemeinde Waldrohrbach befindet. 1 km westlich steht der Asselstein, eine markante Felsformation. Im Ort selbst befindet sich mit dem Park des Kurhauses Trifels außerdem ein Naturdenkmal.

## Geschichte
Die erstmalige urkundliche Erwähnung des Ortes geht auf das Jahr 1306 zurück. Bis zum Beginn der Neuzeit gehörte er den Herren von Scharfenberg, ehe er 1521 in den Besitz der fürstlich löwensteinischen Herrschaft Scharfeneck wechselte, dem es bis Ende des 18. Jahrhunderts angehörte.
Der Dreißigjährige Krieg führte zweimal zur Entvölkerung des Dorfes. Obwohl es danach wieder aufgebaut wurde, wurde es 1676 erneut zerstört.
Ab 1798 gehörte Bindersbach zunächst zu Frankreich  1802 hatte die Gemeinde 138 Einwohner, mit Ausnahme von zwei Reformierten und zwei Lutheranern waren alle katholisch. Ab 1804 war der Ort Bestandteil des Napoleonischen Kaiserreichs. Während dieser Zeit unterstand der Ort der Mairie Annweiler, dem gleichnamigen Kanton und dem Département Donnersberg. 1815 hatte der Ort insgesamt 163 Einwohner. Im selben Jahr wurde der Ort Österreich zugeschlagen. Bereits ein Jahr später wechselte der Ort wie die gesamte Pfalz in das Königreich Bayern. Unter der bayerischen Verwaltung war der Ort von 1818 bis 1862 Bestandteil des Landkommissariat Bergzabern, das anschließend in ein Bezirksamt umgewandelt wurde.
1928 hatte der Ort 232 Einwohner, die in 45 Wohngebäuden lebten. Sowohl die Katholiken als auch die Protestanten gehörten seinerzeit zu Pfarrei von Annweiler. Ab 1938 war der Ort Bestandteil des Landkreises Bergzabern. Nach dem Zweiten Weltkrieg wurde die Gemeinde innerhalb der französischen Besatzungszone und kam zum neu geschaffenen Regierungsbezirk Pfalz in damals neu gebildeten Landes Rheinland-Pfalz, ehe sie mit Wirkung zum 1. Oktober 1956 in die Stadt Annweiler eingemeindet wurde. Im Zuge der ersten rheinland-pfälzischen Verwaltungsreform wechselte Bindersbach in den neu geschaffenen Landkreis Landau-Bad-Bergzabern, der 1978 in Landkreis Südliche Weinstraße umbenannt wurde.

## Politik
Der Ortsteil Bindersbach ist ein Ortsbezirk der Stadt Annweiler am Trifels und verfügt über einen eigenen Ortsbeirat sowie einen Ortsvorsteher. Der Ortsbeirat besteht aus acht Mitgliedern, die bei der Kommunalwahl am 9. Juni 2024 in einer Mehrheitswahl gewählt wurden, und dem ehrenamtlichen Ortsvorsteher als Vorsitzendem.
Martin Thomas wurde am 22. Juli 2024 Ortsvorsteher von Bindersbach. Bei der Direktwahl am 9. Juni 2024 hatte er sich mit einem Stimmenanteil von 69,6 % gegen einen Mitbewerber durchgesetzt.
Sein Vorgänger Dieter Götten hatte das Amt im Juli 2014 übernommen. Bei der Direktwahl am 26. Mai 2019 war er mit einem Stimmenanteil von 91,75 % für weitere fünf Jahre in seinem Amt bestätigt worden, bei der Wahl 2024 trat er nicht erneut an. Erster Ortsvorsteher von Bindersbach war von 1999 bis 2014 Franz Kaiser.

## Sehenswürdigkeiten

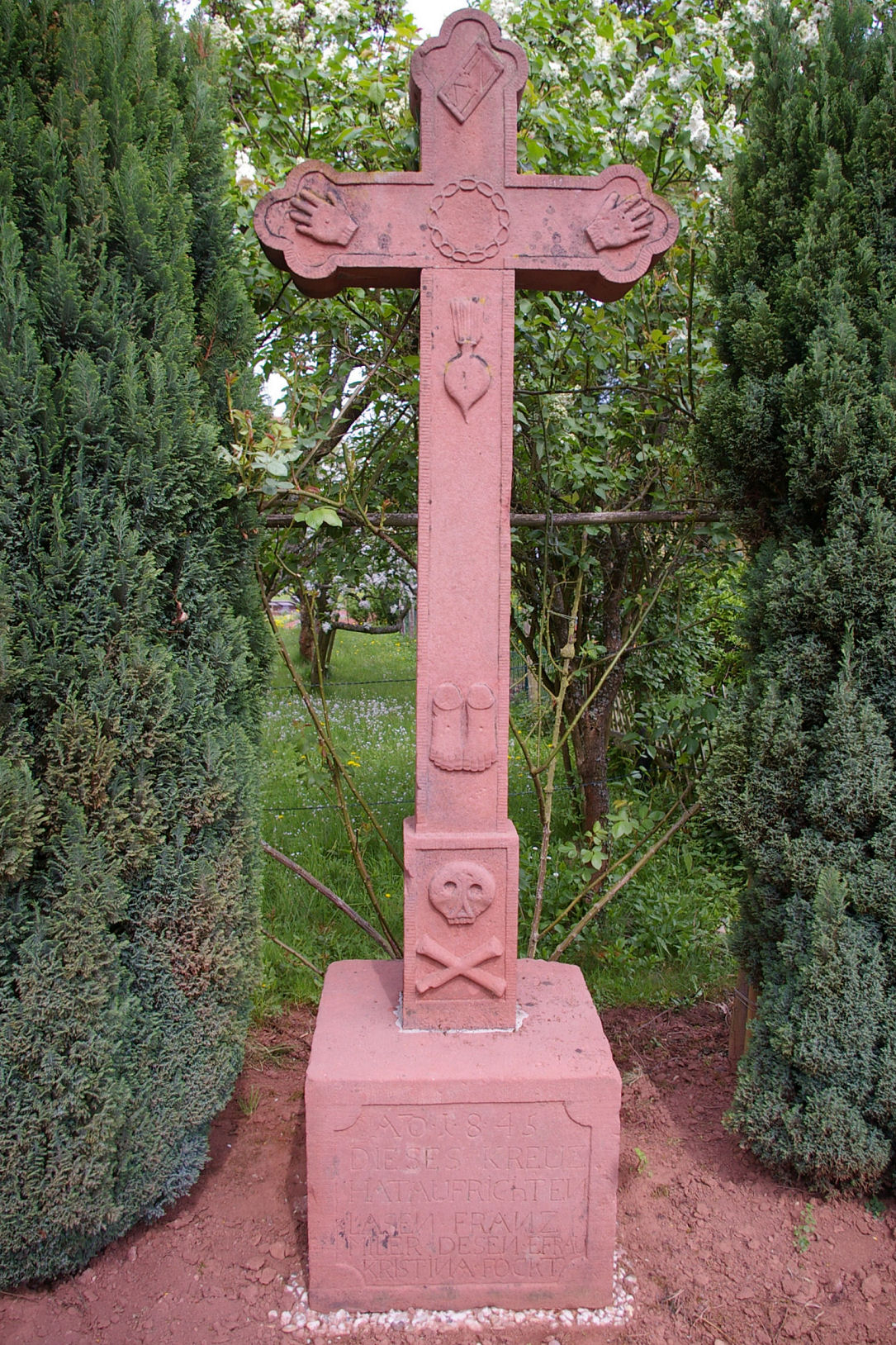
Wegekreuz
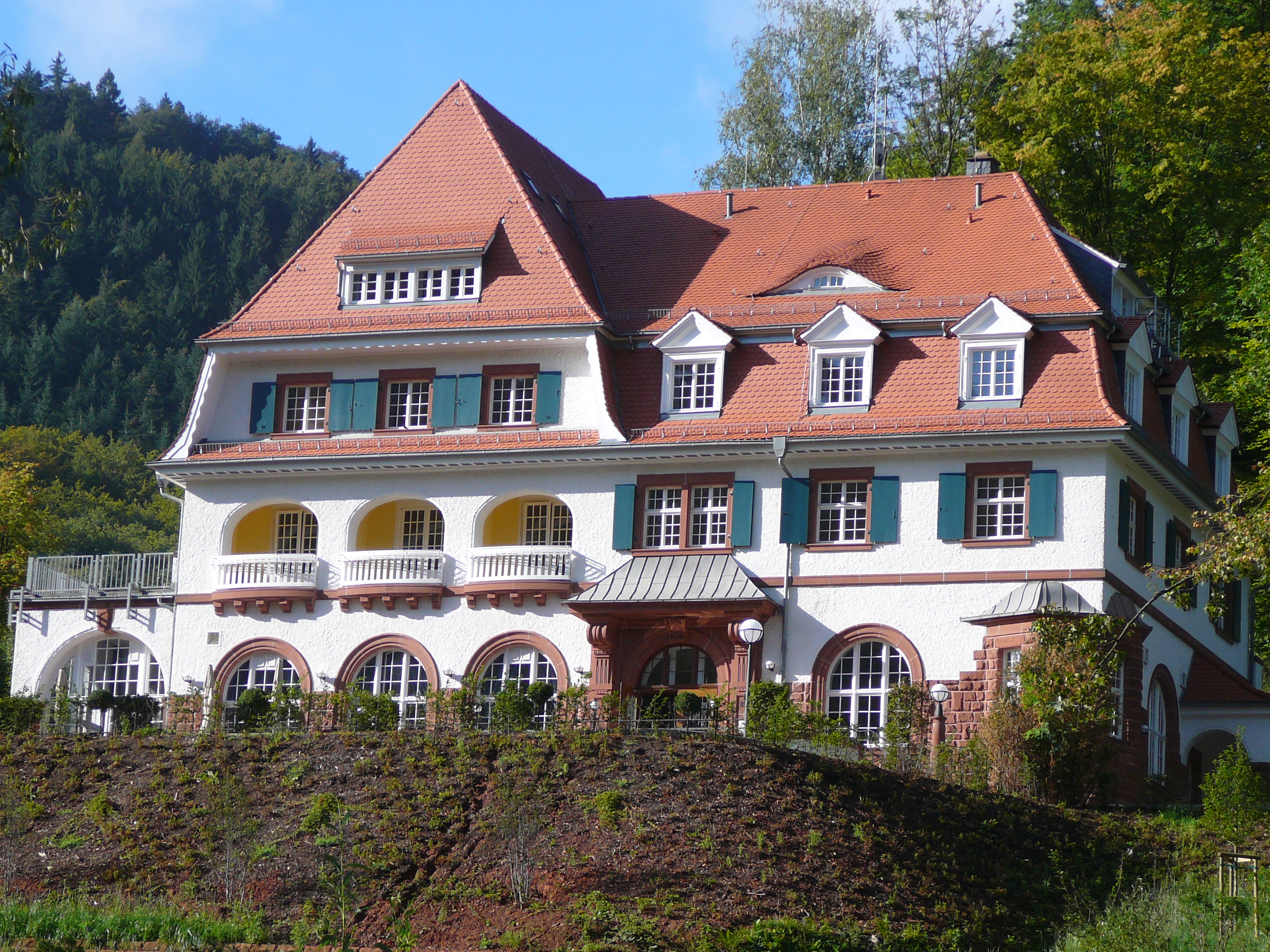
Kurhaus Trifels
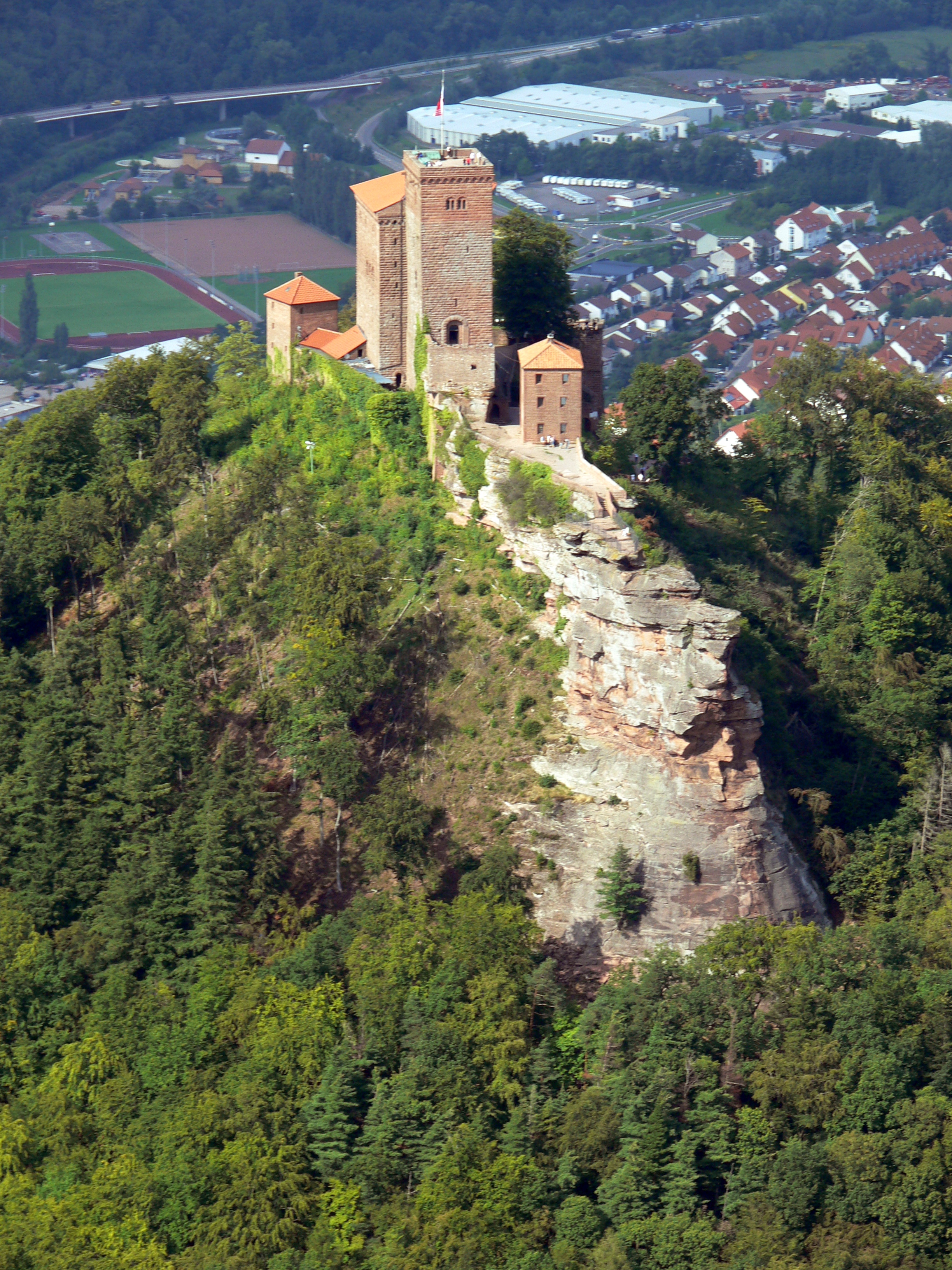
Burg Trifels

Mit einem Wegekreuz an der örtlichen Kurhausstraße und dem Kurhaus Trifels stehen zwei Objekte vor Ort unter Denkmalschutz. Rund 1 km nördlich des Ortes steht die Reichsburg Trifels, südöstlich davon – bereits auf Gemarkung von Leinsweiler – die Ruinen der Burgen Anebos und Scharfenberg.

## Verkehr
Die Kreisstraße 3 verbindet den Ort mit der Annweilerer Kernstadt. Fast unmittelbar oberhalb des Siedlungsgebiets verläuft südlich annähernd halbkreisförmig die Kreisstraße 2 als sogenannte Trifelsstraße, zu der es von Bindersbach aus jedoch keine direkte Straßenverbindung gibt. Der Ort ist über die Buslinie 523 des Verkehrsverbunds Rhein-Neckar an das Nahverkehrsnetz angebunden, die ihn mit der Kernstadt sowie mit Gräfenhausen, Queichhambach und Albersweiler verbindet. Nächstgelegener Bahnhof ist Annweiler am Trifels.